# Chaetonotida
Los quetonótidos (Chaetonotida) son un orden de gastrotricos que habitan tanto en ambientes de agua dulce como marinos. 
Se pueden distinguir de otros gastrotricos por la ausencia de poros en la faringe y por la presencia de glándulas adhesivas en el extremo posterior del animal solamente. La mayoría de las especies de agua dulce se reproducen por partenogénesis. La cutícula lisa o compleja tiene un número variable de tubos adhesivos y la luz faríngea de los quetonotidos tiene forma de Y. Una válvula puede estar presente en la unión de la faringe y el intestino medio. La epidermis en la mayoría de los organismos en este orden es en parte sincitial. Los quetonotidos se dividen en dos subórdenes, Multitubulatina y Paucitubulatina. Los Multitubulatina son organismos marinos, hermafroditas en forma de correa. Paucitubulatina son en su mayoría organismos de agua dulce en forma de botellas que pueden ser hermafroditas, partenogenéticos o ambos.

## Taxonomía
La taxonomía del orden es la siguiente según el WoRMS:
- Suborden Multitubulatina
  - Familia Neodasyidae Remane, 1929
- Suborden Paucitubulatina
  - Familia Chaetonotidae Gosse, 1864 sensu Leasi & Todaro, 2008
  - Familia Dasydytidae Daday, 1905
  - Familia Dichaeturidae Remane, 1927
  - Familia Muselliferidae Leasi & Todaro, 2008
  - Familia Neogosseidae Remane, 1927
  - Familia Proichthydiidae Remane, 1927
  - Familia Xenotrichulidae Remane, 1927